# Olympische Sommerspiele 1976/Teilnehmer (Schweiz)
| Gelbes Symbol für Goldmedaillen mit stilisierten Olympischen Ringen | Graues Symbol für Silbermedaillen mit stilisierten Olympischen Ringen | Braundes Symbol für Bronzemedaillen mit stilisierten Olympischen Ringen |
| ------------------------------------------------------------------- | --------------------------------------------------------------------- | ----------------------------------------------------------------------- |
| 1                                                                   | 1                                                                     | 2                                                                       |

Die Schweiz nahm an den Olympischen Sommerspielen 1976 in Montreal, Kanada, mit einer Delegation von 50 Sportlern (47 Männer und drei Frauen) teil.

## Medaillengewinner

### Gold
| Name                    | Sportart | Wettkampf       |
| ----------------------- | -------- | --------------- |
| Christine Stückelberger | Reiten   | Dressur, Einzel |

### Silber
| Name(n)                                                 | Sportart | Wettkampf           |
| ------------------------------------------------------- | -------- | ------------------- |
| Ulrich Lehmann, Doris Ramseier, Christine Stückelberger | Reiten   | Dressur, Mannschaft |

### Bronze
| Jean-Blaise Evéquoz, Daniel Giger, Christian Kauter, Michel Poffet, François Suchanecki | Fechten | Degen, Mannschaft |
| Jürg Röthlisberger                                                                      | Judo    | Halbschwergewicht |

## Teilnehmer nach Sportarten

### Fechten
- Patrice Gaille
Florett, Einzel: 28. Platz

- Christian Kauter
Degen, Einzel: 13. Platz
Degen, Mannschaft: Bronze

- François Suchanecki
Degen, Einzel: 22. Platz
Degen, Mannschaft: Bronze

- Daniel Giger
Degen, Einzel: 25. Platz
Degen, Mannschaft: Bronze

- Michel Poffet
Degen, Mannschaft: Bronze

- Jean-Blaise Evéquoz
Degen, Mannschaft: Bronze

### Gewichtheben
- Michel Broillet
Mittelgewicht: Wettkampf nicht beendet

### Judo
- Thomas Hagmann
Halbmittelgewicht: 9. Platz

- Jürg Röthlisberger
Halbschwergewicht: Bronze

### Leichtathletik
- Peter Muster
200 Meter: Viertelfinal

- Rolf Gysin
800 Meter: Vorläufe
1500 Meter: Vorläufe

- Markus Ryffel
5000 Meter: Vorläufe

- Rolf Bernhard
Weitsprung: 9. Platz

- Jean-Pierre Egger
Kugelstossen: 19. Platz in der Qualifikation

- Urs von Wartburg
Speerwurf: In der Qualifikation

- Rita Pfister
Frauen, Diskuswurf: 12. Platz

### Moderner Fünfkampf
- Serge Bindy
Einzel: 38. Platz

### Radsport
- Richard Trinkler
Strassenrennen, Einzel: 57. Platz

- Hansjörg Aemisegger
Strassenrennen, Einzel: DNF

- Serge Demierre
Strassenrennen, Einzel: DNF

- Robert Thalmann
Strassenrennen, Einzel: DNF

- Walter Bäni
Einzelzeitfahren: 8. Platz

- Robert Dill-Bundi
Einzelverfolgung: 14. Platz

### Reiten
- Christine Stückelberger
Dressur, Einzel: Gold 
Dressur, Mannschaft: Silber

- Ulrich Lehmann
Dressur, Einzel: 16. Platz
Dressur, Mannschaft: Silber

- Doris Ramseier
Dressur, Einzel: 21. Platz
Dressur, Mannschaft: Silber

- Bruno Candrian
Springreiten, Einzel: 25. Platz

### Rudern
- Hans Ruckstuhl
Doppelvierer: 8. Platz

- Denis Oswald
Doppelvierer: 8. Platz

- Jörg Weitnauer
Doppelvierer: 8. Platz

- Reto Wyss
Doppelvierer: 8. Platz

### Schiessen
- Paul Buser
Schnellfeuerpistole: 10. Platz

- Roman Burkard
Freie Pistole: 18. Platz

- Charles Jermann
Kleinkaliber, Dreistellungskampf: 32. Platz

- Max Hürzeler
Kleinkaliber, Dreistellungskampf: 38. Platz

- Anton Müller
Kleinkaliber, liegend: 4. Platz

### Schwimmen
- Gerhard Waldmann
400 Meter Freistil: Vorläufe
1500 Meter Freistil: Vorläufe

- Thomas Hofer
100 Meter Rücken: Vorläufe
200 Meter Rücken: Vorläufe

### Segeln
- Jean-Claude Vuithier senior
470er: 7. Platz

- Laurent Quellet
470er: 7. Platz

- Albert Schiess
Tornado: 6. Platz

- Walter Steiner
Tornado: 6. Platz

- André Nicolet
Flying Dutchman: 11. Platz

- Jörg Hotz
Flying Dutchman: 11. Platz

### Turnen
- Robert Bretscher
Einzelmehrkampf: 14. Platz
Mannschaftsmehrkampf: 8. Platz
Barren: 17. Platz in der Qualifikation
Boden: 16. Platz in der Qualifikation
Pferdsprung: 22. Platz in der Qualifikation
Reck: 21. Platz in der Qualifikation
Ringe: 24. Platz in der Qualifikation
Seitpferd: 44. Platz in der Qualifikation

- Philippe Gaille
Einzelmehrkampf: 27. Platz
Mannschaftsmehrkampf: 8. Platz
Barren: 56. Platz in der Qualifikation
Boden: 57. Platz in der Qualifikation
Pferdsprung: 58. Platz in der Qualifikation
Reck: 47. Platz in der Qualifikation
Ringe: 56. Platz in der Qualifikation
Seitpferd: 17. Platz in der Qualifikation

- Ueli Bachmann
Einzelmehrkampf: 27. Platz
Mannschaftsmehrkampf: 8. Platz
Barren: 46. Platz in der Qualifikation
Boden: 32. Platz in der Qualifikation
Pferdsprung: 51. Platz in der Qualifikation
Reck: 29. Platz in der Qualifikation
Ringe: 73. Platz in der Qualifikation
Seitpferd: 41. Platz in der Qualifikation

- Bernhard Locher
Einzelmehrkampf: 55. Platz in der Qualifikation
Mannschaftsmehrkampf: 8. Platz
Barren: 74. Platz in der Qualifikation
Boden: 57. Platz in der Qualifikation
Pferdsprung: 75. Platz in der Qualifikation
Reck: 34. Platz in der Qualifikation
Ringe: 70. Platz in der Qualifikation
Seitpferd: 23. Platz in der Qualifikation

- Peter Rohner
Einzelmehrkampf: 56. Platz in der Qualifikation
Mannschaftsmehrkampf: 8. Platz
Barren: 38. Platz in der Qualifikation
Boden: 50. Platz in der Qualifikation
Pferdsprung: 88. Platz in der Qualifikation
Reck: 58. Platz in der Qualifikation
Ringe: 43. Platz in der Qualifikation
Seitpferd: 54. Platz in der Qualifikation

- Armin Vock
Einzelmehrkampf: 90. Platz in der Qualifikation
Mannschaftsmehrkampf: 8. Platz
Barren: 67. Platz in der Qualifikation
Boden: 90. Platz in der Qualifikation
Pferdsprung: 60. Platz in der Qualifikation
Reck: 90. Platz in der Qualifikation
Ringe: 46. Platz in der Qualifikation
Seitpferd: 90. Platz in der Qualifikation